# Die Gesandte des Papstes
Die Gesandte des Papstes (Originaltitel Cabrini) ist eine US-amerikanische Filmbiografie aus dem Jahr 2024. Der Film handelt von der italienischen Heiligen und Ordensgründerin Francesca Cabrini, die in die USA emigrierte und dort eine Infrastruktur mit Hilfsangeboten für verarmte und verwaiste Kinder aufbaute. Regie führte der mexikanische Regisseur Alejandro Monteverde, produziert wurde er von Angel Studios.

## Handlung
Die junge Italienerin Francesca Cabrini kommt 1889 mit begrenzten Ressourcen nach New York. Betroffen von den starken Missständen, der Kinderarmut, Kriminalität und der Perspektivlosigkeit in New York City, beginnt sie, Hilfseinrichtungen aufzubauen. Ihre karitativen und geschäftlichen Bemühungen stoßen jedoch auf Widerstand. Nach und nach errichtet sie ein Unternehmen, das Tausenden von Menschen Hoffnung bringt und ihr Leben verändert. Dabei zeichnen Cabrini besonders ihre Entschlossenheit, unternehmerisches Geschick und ihr stark ausgeprägter Glaube aus. Der Film behandelt außerdem Themen wie Sexismus und Anti-Italienismus, mit denen Cabrini und andere im späten 19. Jahrhundert in New York City konfrontiert waren.